# Brakwaterstrandschelp
De brakwaterstrandschelp (Rangia cuneata) is een tweekleppigensoort uit de familie van de Mactridae. De wetenschappelijke naam van de soort werd in 1832 als Gnathodon cuneatus voor het eerst geldig gepubliceerd in 1832 door G.B. Sowerby I.

Rechter klep
Linker klep

## Verspreiding
De brakwaterstrandschelp komt oorspronkelijk voor in de Golf van Mexico in ondiepe estuaria met een laag zoutgehalte. Hier vanuit koloniseerde de soort estuariene gebieden langs de Atlantische kust van Noord-Amerika en Europa. De eerste Europese melding vond plaats in augustus 2005, in de haven van Antwerpen. De introductie gebeurde hoogstwaarschijnlijk door transport van larven in het ballastwater van schepen. In Nederland wordt sinds 2005 deze exoot ook waargenomen in het Noordzeekanaalgebied.